# Nathan il Babilonese
Nathan il Babilonese (ebraico: רבי נתן הבבלי), noto anche come Rabbi Nathan (Babilonia, II secolo – ...) era un saggio ebreo, rabbino Tanna della 4ª generazione (135 – 170 e.v.).
Figlio di un esilarca babilonese. Per ragioni ignote, Nathan lasciò una vita agiata nella sua città natia, per trasferirsi nella Terra di Israele, dove fu nominato capo della scuola di Usha. In seguito fu incaricato dal patriarca Rabbi Shimon ben Gamliel II di mediare una riconciliazione con Rabbi Haninah di Babilonia, che si era dichiarato indipendente dal Sinedrio della Giudea e aveva fondato una scuola a Babilonia — missione che Nathan, insieme a Rabbi Isaac, compì con successo.

## Controversia
Poco dopo si verificarono dissensi tra Nathan e Rabbi Meir da una parte, e il presidente, Rabbi Shimon dall'altra, a causa del tentativo di quest'ultimo di abolire la parità che esisteva fino ad allora tra tutti i membri della scuola, limitando i segni di stima che la comunità dimostrava agli altri membri della scuola che erano inferiori al presidente in distinzione. Nathan e Meïr cospirarono per deporre Shimon e usurpare la sua autorità per sé stessi, ma la trama venne scoperta e fece espellere i cospiratori dalla scuola. I due però seppero come far sentire la propria assenza. Mandarono dei foglietti su cui erano scritte sconcertanti questioni halakhiche, cosicché un membro della scuola una volta esclamò: "Noi stiamo dentro, ma l'apprendimento è fuori!" Sia Nathan che Meir alla fine furono riammessi a condizione che i loro nomi da allora in poi non venissero citati in connessione con le rispettive decisioni halakhiche, ma che uno pseudonimo fosse usato in loro vece. Nel caso di Nathan tale pseudonimo fu "alcuni dicono", in quello di Meïr fu "altri dicono".
Nathan fu un'importante autorità talmudica. Si registrano infatti numerose sentenze halakhiche a suo nome. Gli viene anche attribuita la paternità del Trattato intitolato Abot de-Rabbi Natan, un tipo di tosefta sul Pirkei Avot. Si dice che fosse l'autore anche della baraita Mem Ṭet Middot non più reperibile, sull'Aggadah e la matematica.
Il principale opponente di Nathan nelle decisioni halakhiche fu il patriarca Rabbi Judah il Principe, che tuttavia pare lo abbia assistito nella preparazione collaborativa della Mishnah e che lo tenne sempre in grande stima.